# Anne Cornwall
Anne Cornwall, född Anna Mary Reardon 17 januari 1897 i Brooklyn, död 2 mars 1980 i Van Nuys, var en amerikansk skådespelerska.

## Biografi

### Filmkarriär
Cornwall började sin filmkarriär under stumfilmseran, och var en av medlemmarna av WAMPAS Baby Stars.
Hon är mest känd som huvudrollen i Buster Keatons film Rodd, hopp och kärlek från 1927. Hon hade även en roll i komikerduon Helan och Halvans film Sjöcharmörerna från 1929.

### Privatliv
Hon var gift två gånger. 1921 var hon gift med regissören Charles Maigne, och 1929 skildes dem.
1931 gifte hon sig med Ellis Wing Taylor, och var gift med honom fram till hans död 1951. I äktenskapet med Taylor fick hon sonen Peter Tracy Taylor (1932-2018).

## Filmografi (i urval)
- 1927 – Rodd, hopp och kärlek
- 1929 – Sjöcharmörerna
- 1937 – Kunna dessa ögon ljuga?
- 1938 – Komedien om oss människor
- 1939 – Mr. Smith i Washington
- 1945 – Sydstataren
- 1947 – Innan domen faller
- 1948 – Sång, musik och vackra flickor[5]